# Мишљеновац (Доњи Лапац)
Мишљеновац је насељено мјесто у општини Доњи Лапац, источна Лика, Република Хрватска.

## Географија
Мишљеновац је удаљен око 12 км сјевероисточно од Доњег Лапца.

## Историја
Мишљеновац се од распада Југославије до августа 1995. године налазио у Републици Српској Крајини.

## Становништво
Мишљеновац се од пописа становништва 1961. до августа 1995. налазио у саставу некадашње општине Доњи Лапац. Према попису становништва из 2011. године, насеље Мишљеновац је имало 3 становника.
| Националност       | 1991. | 1981. | 1971. | 1961. |
| Срби               | 61    | 114   | 243   | 295   |
| Југословени        | 1     | 1     |       |       |
| Црногорци          |       | 3     | 1     |       |
| Хрвати             |       | 1     |       | 1     |
| остали и непознато |       | 3     | 1     |       |
| Укупно             | 62    | 122   | 245   | 296   |

| Демографија | Демографија | Демографија |
| Година      | Становника  | Становника  |
| ----------- | ----------- | ----------- |
| 1961.       | 296         |             |
| 1971.       | 245         |             |
| 1981.       | 122         |             |
| 1991.       | 62          |             |
| 2001.       | 2           |             |
| 2011.       |             | 3           |

### Презимена
Најчешћа српска презимена у Мишљеновцу су:
- Дивјак
- Љиљак
- Милеуснић
- Обрадовић
- Опачић
- Радмановић